# Cooperadores Paroquiais de Cristo Rei
A Congregação de Cooperadores Paroquiais de Cristo Rei (oficialmente em latim: Congregatio Cooperatorum Paroecialium Christi Regis) é uma congregação religiosa católica clerical de vida apostólica e de direito pontifício, fundada pelo sacerdote jesuíta espanhol Francisco de Paula Vallet, em Barcelona, em 1928. Aos religiosos deste instituto conhecesse-lhes como padres cooperadores ou cooperadores paroquiais e pospõem a seus nomes as siglas C.P.C.R..

## História

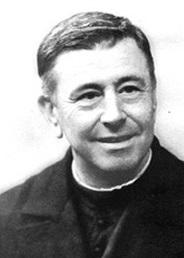
Francisco de Paula Vallet (1883-1947), jesuíta espanhol, fundador da congregação dos padres cooperadores.

A congregação foi fundada pelo sacerdote espanhol Francisco de Paula Vallet, da Companhia de Jesus, ao 3 de maio de 1928, na cidade de Barcelona. Depois de ter-se dedicado por completo à pregação dos exercícios espirituais segundo o método de Santo Inácio de Loyola, sentiu a necessidade de formar um grupo de sacerdotes que se dedicassem a este tipo de missão nas paróquias.
Na Espanha as coisas não resultaram como o fundador o tinha proposto, devido à situação política do país. Por esta razão a primeira casa oficial do instituto foi aberta em Salto (Uruguai). Vallet estabeleceu sua residência em Valence (França) em 1934. Nesta cidade nasceu o ramo feminino da congregação. A primeira casa em território espanhol fundou-se em 1945, em Madri.
O instituto foi aprovado pelo bispo de Valence, Joseph-Martin Urtasun, ao 27 de outubro de 1954, como congregação clerical de direito diocesano. Ao 23 de junho de 1979 foi elevada à faixa de congregação de direito pontifício, mediante Decretum laudis, do 23 de junho de 1979, do Papa Paulo VI.

## Organização
A Congregação de Cooperadores Paroquiais de Cristo Rei é um instituto religioso clerical de direito pontifício centralizado, cujo governo é exercido por um superior geral. A casa central ou cúria geral tem sua sede em Pozuelo de Alarcón.
Os padres cooperadores dedicam-se à renovação espiritual das paróquias, através da evangelização dos adultos, a pregação de exercícios espirituais e às obras pastorais paroquiais. Estes religiosos observam com particular rigor o voto de pobreza, vivem de esmolas e não recebem pagamento algum por seu ministério. Também não está-lhes permitido receber heranças.
Em 2015, o instituto contava com uns 143 religiosos, dos quais 107 eram sacerdotes, distribuídos em 19 comunidades,[1] presentes em Argentina, Chile, Espanha, França, República Democrática do Congo, Suíça e Uruguai.